# ヤッシーの講和
ヤッシーの講和（ヤッシーのこうわ、ロシア語: Ясский мирный договор、トルコ語: Yaş Antlaşması、英語: Treaty of Jassy）は、ロシア帝国とオスマン帝国のあいだで結ばれた条約である。
1787年から始まった露土戦争（第二次露土戦争）の講和条約で、露暦（ユリウス暦）1791年12月29日（西暦（グレゴリオ暦）1792年1月9日）にモルダヴィアのヤッシー（ヤシ、ヤッスィー）で調印された。
本項で使用する年月日は、特に断りのない場合はユリウス暦のものである。

## 経緯

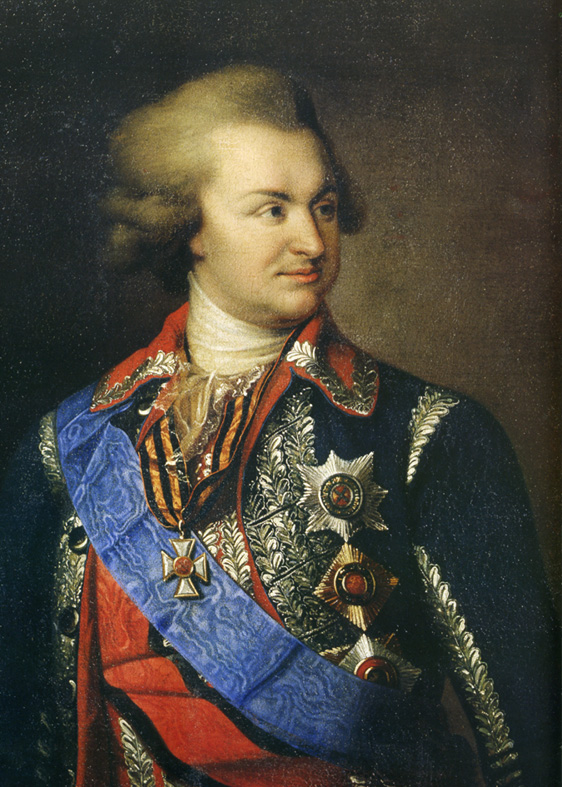
エカチェリーナ女帝の愛人であったグリゴリー・ポチョムキン

ロシア帝国は、1768年から1774年までつづいた対トルコ戦争（第一次露土戦争）でオスマン帝国軍を相手に戦いを有利に進め、1774年7月、トルコとの間にキュチュク・カイナルジ条約を結んで黒海沿岸地方への進出を果たした。この条約により、クリミア・ハン国に対するオスマン帝国の宗主権は否定され、一方のロシアはボスポラス海峡の自由航行権を得た。ロシア帝国は、こののちウクライナに近接する黒海北岸地方の開拓を急速に進めていったが、その中心となった人物は女帝エカチェリーナ2世の寵臣で、女帝とは愛人関係にあったグリゴリー・ポチョムキンであった。エカチェリーナ2世は、1775年にポチョムキンを「ノヴォロシア」（「新ロシアの意」）と名づけた黒海沿岸の県（グベールニヤ）の県知事に任命し、同年4月、ロシアはトルコ側が条約に違背したとして、これを口実にクリミア半島の領有を進めた。翌1776年、ポチョムキンは黒海艦隊を編成し、クリミア半島の先端に、防衛拠点として、また将来的な対外進出の基地としてセヴァストポリの軍港建設に着手した。
クリミア半島は、オスマン帝国の側からすれば対ロシア攻撃の橋頭堡として重大な役割をになってきた要衝であったが、これ以後は逆に、ロシアの南下政策にとって不可欠の戦略拠点となった。
一方でエカチェリーナ2世は、1782年、「ギリシア計画」にもとづいてオーストリア（神聖ローマ帝国）のヨーゼフ2世とのあいだにバルカン半島分割の秘密協定を結び、1783年、「クリミア・ハン国独立」の名においてクリミア併合を宣言した。長年属国としてきたクリミアがロシアに支配されることを屈辱とする意見が強まったオスマン帝国はこれを認めず、1787年4月にロシアに対して宣戦布告、露土両国はその後4年にわたって再び戦火を交えた（第二次露土戦争）。オーストリアも、ロシアとの協定に呼応してトルコ領に侵入した（墺土戦争）。この戦争でオーストリア皇帝のヨーゼフ2世はセルビア人たちにオーストリア軍に加わるよう檄を飛ばし、数多くのセルビア人がトルコに対し武装蜂起した。露土戦争では、名将アレクサンドル・スヴォーロフの指揮下、陸戦、海戦いずれにおいても終始ロシア側が優位に立った。しかし、フランス革命の影響、軍隊の疲労、プロイセンのポーランド介入、オーストリアの戦争離脱による孤立化等により講和に傾いた。露暦1791年（ヒジュラ紀元1206年）、フランス・イギリス両国の干渉もあって、モルダヴィア（現在のルーマニア）のヤッシー（ヤシ）において講和会議が開かれた。

## 内容と影響

ヤッシー講和条約でトルコ（地図中の緑部分）からロシア（地図中の赤部分）へ割譲された地域（ストライプ部分）

講和条約は、露暦1791年12月29日（回暦1206年5月14日）、当時はオスマン統治下にあったモルダヴィアのバルフイ川（en）沿岸のヤッシーで結ばれた。ロシア側の代表は当初ポチョムキンのはずであったが、1791年4月にポチョムキンが急死したためアレクサンドル・ベズボロドコ公爵が全権を務めた。こうして、オスマン帝国セリム3世のザドラザム（大宰相）であったユスフ・パシャとロシア代表ベズボロドコの間で講和が調印された。
この条約では、1783年に宣言されたクリミア・ハン国のロシアへの併合が承認され、エディサン地方のロシアへの割譲が決まった。これにより、ヨーロッパにおけるロシア・トルコ両国の境界は従来より西のドニエストル川に移った。ロシアは、かつてジョチ・ウルスによって広大なロシア平原の主要部を支配したバトゥの末裔であるクリミア・ハン国を併合したことにより、モスクワ大公国の時代から何世紀にもわたってつづいたクリミアのタタールとの戦いを終結させ、黒海北部沿岸全体の領有を果たした。エカチェリーナ2世はピョートル1世の失った地域の奪回に成功したのである。
肥沃ではあるが人口の希薄な「新ロシア」には戦争以前から国内諸県からの逃亡農民の入植が進み、犯罪者の入植もおこなれていた。逃亡農民の入植には特に逃亡元の領主からの抗議や反対があったが、入植はそれを押し切るかたちでおこなわれた。この地域は、大穀倉地帯として発展した。
一方、トルコは黒海の制海権を完全に失い、ロシアは黒海での自由航行が可能となった。黒海沿岸には、1794年に建設された貿易都市オデッサをはじめとしてヘルソンやニコラーイェフ（ムィコラーイウ）などの港湾都市がつぎつぎに建設された。1790年代における黒海貿易はロシアの対外貿易全体の約2パーセントをしめるにすぎなかったが、その後、急速な成長を示している。19世紀中葉には、オデッサはヨーロッパ地域最大の穀物輸出港として繁栄したが、その農産物の多くは「新ロシア」において生産されたものであった。
ヤッシー講和ののちもロシアとトルコはしばしば争ったが、多数の異民族をかかえるロシアの新規獲得地では、多くの住民がロシア帝国の支配に反発した。ロシアは、こののちもグルジアの保護国化（1801年）やブカレスト条約によるモルダヴィア公国領ベッサラビアの獲得（1812年）など、地中海東部地域に進出した。なお、ヤッシー条約に先立って、オーストリアとオスマン帝国のあいだでシストヴァ条約（en）が結ばれたが、ここでセルビア人は依然としてオスマン帝国の支配にとどまることとなった。これは、のちにセルビア蜂起の要因のひとつとなっている。
東方問題に関しては、トルコに対するロシアの優位が決定的となって、ロシアのバルカン半島進出が顕著になる一方、ロシアの利害とオーストリアの利害が対立するようになり、両国の協調体制はくずれた。そのため、バルカン半島はポーランド分割のような状況にはならなかったのである。